# Mohammed Achik
Mohammed Abdelhak Achik (in arabo محمد عبد الحق عشيق‎?; 1º febbraio 1965) è un ex pugile marocchino.

## Palmarès
- Olimpiadi

Barcellona 1992: bronzo nei pesi gallo.